# Tom Parsons

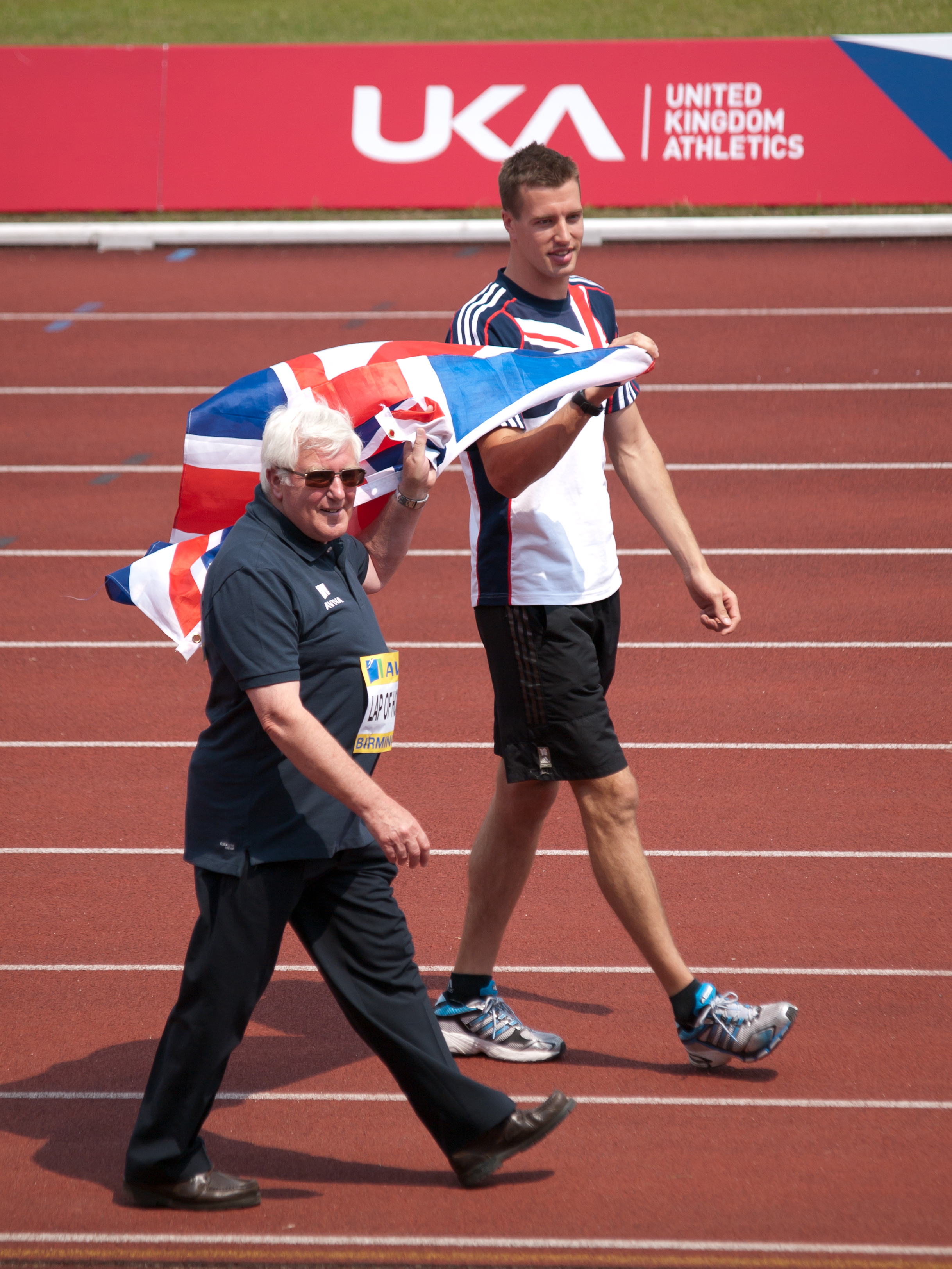
Tom Parsons

Thomas Martin Parsons, född den 5 maj 1984 i Birmingham, är en brittisk friidrottare som tävlar i höjdhopp.
Parsons deltog vid Samväldesspelen 2006 där han slutade på elfte plats efter att ha klarat 2,10. Vid VM 2007 blev han tia med ett hopp på 2,26. Han deltog även vid Olympiska sommarspelen 2008 där hans 2,25 räckte till en åttonde plats.

## Personliga rekord
- Höjdhopp utomhus - 2,30 meter 13 juli 2008 i Birmingham
- Höjdhopp inomhus - 2,31 meter 13 februari 2011 i Sheffield